# I'm Your Man
I'm Your Man és un àlbum del cantautor canadenc Leonard Cohen aparegut el 1988, tot i que va ser enregistrat la tardor de 1987. Ha estat considerat un àlbum de retorn de Cohen després de la pobra promoció de Various Positions el 1984. Aquest disc marca l'entrada de Cohen a la música moderna, amb una sonoritat que s'acosta al pop sintètic. El disc va aconseguir ser número 1 a Noruega.
L'àlbum va ser editat per Columbia i produït per Leonard Cohen mateix, Roscoe Beck, Jean-Michel Reusser, Michel Robidoux.

## Llista de temes
1. First We Take Manhattan
2. Ain't No Cure for Love
3. Everybody Knows (Cohen/Sharon Robinson)
4. I'm Your Man
5. Take This Waltz (Federico García Lorca/Cohen)
6. Jazz Police (Cohen/Jeff Fisher)
7. I Can't Forget (Cohen/Roscoe Beck)
8. Tower of Song

La cançó Everybody Knows va ser una de les primeres que Cohen va escriure amb l'ajuda amb Sharon Robinson, que esdevindria una col·laboradora freqüent en el futur, sobretot pel fet que va ser coautora del disc Ten New Songs, del 2001.
Take this Waltz es basa en la lletra del poema Pequeño vals vienés, de Federico García Lorca. Enrique Morente i Lagartija Nick primer, i Ana Belén després l'han versionada als discos Omega y Lorquiana, respectivament.

## Versions
- En la banda sonora de la pel·lícula Leonard Cohen: I’m Your Man hi ha dues versions de Tower of Song. Una apareix com una versió en directe de Martha Wainwright i l'altra més elaborada i gravada en estudi per Cohen i U2.
- Aaron Neville, que ja havia enregistrat Bird on the Wire, va contribuir amb la peça Ain't No Cure for Love en l'àlbum d'homenatge Tower of Song.
- Everybody Knows va ser versionada per Concrete Blonde a la pel·lícula Pump Up the Volume (1990) i l'exEagles Don Henley al disc Tower of Song.
- El disc d'homenatge de 1991 I’m Your Fan va treure el títol de la peça I’m Your Man, on R.E.M. interpretava First We Take Manhattan i The Pixies I Can't Forget.
- Michael Bublé va versionar I’m Your Man en el seu disc Call Me Irresponsible de 2007.